# (2116) Mtskheta
(2116) Mtskheta est un astéroïde de la ceinture principale.

## Description
(2116) Mtskheta est un astéroïde de la ceinture principale. Il fut découvert le 24 octobre 1976 à La Silla par Richard M. West. Il présente une orbite caractérisée par un demi-grand axe de 2,59 UA, une excentricité de 0,06 et une inclinaison de 9,1° par rapport à l'écliptique.

## Compléments